# Alicia Eguren
Pour les articles homonymes, voir Eguren.
Alicia Graciana Eguren, née à Buenos Aires le 11 octobre 1925 et disparue sous la dictature argentine le 26 janvier 1977, est une enseignante, poétesse, essayiste et journaliste argentine.
Elle a entretenu une étroite relation politique et sentimentale avec le dirigeant péroniste John William Cooke qui fut conseiller de Juan Domingo Perón après le putsch qui le destitua en 1955. Elle est l'une des premières instigatrices de la résistance péroniste et proche de Che Guevara, occupant un rôle important dans l'organisation de groupes révolutionnaires et guérilleros en Argentine. Elle fut capitaine des Forces armées révolutionnaires de Cuba, en intégrant le  Neuvième Bataillon des milices populaires de La Havane, en combattant à Escambray et lors de l'invasion de la Baie des Cochons. Elle fut incarcérée entre 1955 et 1957 par la dictature argentine de la Révolution libératrice puis détenue et disparue en 1977, sous la dictature appelée Processus de Réorganisation nationale.

## Biographie

### Premières années
Eguren entre à la Faculté de Philosophie et de Lettres de l' Université de Buenos Aires et à Rosario en tant que professeure de Littérature. Elle participe au journal Con Todo, dirige la revue Nuevo Hombre et édite la revue culturelle Sexto Continente.
En 1946, elle rencontre John William Cooke dans un centre d'études dirigé par Ricardo César Guardo. Après cette fugace rencontre, ils ne se revoient pas avant 1955.
Entre 1946 et 1951, elle fait publier cinq recueils de poèmes, avec une tendance à l'idéalisme catholique dont Dieu et le monde, Le chant de la terre initiale et Poèmes du XXe siècle. Elle édite aussi la revue Nombre et publie quelques essais.
Entre 1948 et 1949, elle édite la revue Sixième Continent, avec l'écrivain Armando Cascella, un espace d'expression du nationalisme dans ses différentes versions, du plus conservateur avec Octavio Derisi (1907-2002), Alberto Ezcurra (1937-1993) ― chef du groupe nationaliste antisémite Tacuara ― et Carlos Ibarguren (1877-1956), jusqu'au plus progressiste avec Raúl Scalabrini Ortiz (1898-1959) et José Vasconcelos (1882-1959). Ce type d'adhésions garantit à Alicia une certaine présence dans des espaces officiels, académiques et non académiques variés.
Elle entre en 1953 au ministère des Affaires étrangères et se marie avec le diplomate Pedro Catella, qu'elle accompagne à Londres (Grande-Bretagne). Peu de temps après la naissance de son unique fils, ils se séparèrent.

### Résistance à la dictature et prison
Eguren est prisonnière sous la dictature de Pedro Eugenio Aramburu et envoyée à la prison pour femmes d'Olmos (près de La Plata). Elle se trouve avec un nombre important d'anciens fonctionnaires péronistes. Le périodique Palabra Argentina est arrêté et son directeur, Alejandro Olmos, fait prisonnier. Eguren est libérée après 19 mois de prison, pendant lesquels elle subit de multiples tortures et privations de nourriture puis s'exile à Montevideo.
Remise en liberté, elle voyage au Chili pour rejoindre Cooke, qui a fui du Río Gallegos avec Héctor Cámpora, Guillermo Patricio Kelly et le chef d'entreprise Jorge Antonio. Ils voyagent ensemble à Montevideo, où ils se marièrent[Qui ?].
En 1957, ils voyagent à Caracas pour rejoindre Juan Domingo Perón en exil. Eguren est témoin du pacte Perón-Frondizi, signé à Caracas par l'intermédiaire de Rogelio Julio Frigerio et de John William Cooke.
Le couple retombe dans la clandestinité en 1959. Eguren collabore à l'organisation de la prise d'Alto Verde (à Tucumán) dirigée par le commandant Uturunco. Cette même année, elle remplace Cooke dans la coordination stratégique de la résistance péroniste.
En 1960, ils se rendent ensemble[Avec qui ?] à Cuba. Eguren est amie de Che Guevara, et cela rapproche John William Cooke de la révolution cubaine. Tous les deux participent en tant que miliciens dans la défense de la baie des Cochons face à l'invasion américaine survenue sous la présidence de John F. Kennedy. À partir de ce moment, ils font des allées et venues sur l'île. Elle maintient un lien étroit avec le Che. L'expérience de la révolution cubaine influence les cercles intellectuels ainsi que l'espace des groupes de gauche péronistes. Dans cette direction, le nationalisme commence à se présenter comme une variable significative au sein de la « nouvelle gauche », qui essaie de s'éloigner des débats provoqués par la confrontation entre l'Union Soviétique et la Chine.
Eguren reprend la lutte armée en 1962 en intervenant dans l'Armée Guérillero du Peuple, groupement guérillero dirigé par Jorge Masetti ― figure notable de l'application tactique de la théorie du Foco ― qui après s'être organisé en Bolivie franchit la frontière au nord de la province de Salta tandis qu'Arturo Umberto Illia assume la présidence de la Nation. Deux des membres meurent de faim dans la forêt et un troisième en tombant dans une gorge en montagne. Deux autres, Adolfo Rotblat (alias Le Pupi) et Bernardo Groswald (alias Nardo), sont fusillés par leurs collègues sur ordre de Massetti. Au cours du premier combat contre la gendarmerie, le Cubain Hermes Peña et Jorge Guille meurent tandis que les autres sont arrêtés. De Masetti, qui n'est pas présent, ils n'ont plus de nouvelles et il est supposé qu'il est resté dans la forêt et y serait mort. D'après Rodolfo Walsh, « Masetti n'apparaît jamais. Il s'est dissout dans la forêt, dans la pluie, dans le temps. Dans quelque lieu méconnu le cadavre du Commandant Deuxième empoigne un fusil ». Peu de temps après, Eguren et Cooke fondent l'Action Révolutionnaire Péroniste.
Eguren participe au congrès du groupe trotskiste Palabra Obrera. Elle se lie au MLN (Mouvement de Libération Nationale) d'Ismael Viñas, au Parti communiste argentin et au PSAV (Parti Socialiste Argentin d'Avant-garde).
Eguren exprime son militantisme à travers des tâches de diffusion, d'organisation et de soutien logistique à diverses expériences. Elle collabore à la guérilla des Uturuncos au nord-ouest du pays, réunit des militants de petites organisations et de noyaux de gauche (en général, scindés en partis qui adoptent une ligne réformiste, qu'Eguren n'hésite pas à critiquer), et organise des groupes pour son entraînement à Cuba.
En 1963-1964, elle soutient la tentative de l'EGP (Ejército Guerrillero del Pueblo - Armée Guérillero du Peuple), à Salta. En 1964, elle est la cofondatrice de l'ARP (Action Révolutionnaire Peronista), conçue comme un groupe d'action et de prise de conscience dans le cadre du mouvement péroniste, mais indépendant de ses structures « officielles ».
Elle participe en 1967 à la revue Con Todo, avec le maire Alberte. Elle retourne avec Cooke à Cuba ; il dirige la délégation argentine à la Conférence Tricontinental, de laquelle naît l' Organisation Latinoamericana de Solidarité.
John William Cooke meurt le 19 septembre 1968, à 48 ans. Entre 1971 et 1972, Eguren publie les travaux de Cooke, notamment la correspondance entre Perón et Cooke et continue à travailler à la Tendance Révolutionnaire (une branche du péronisme). En 1969, elle participe au congrès fondateur à Córdoba et collabore à la rédaction du document Stratégie et tactique révolutionnaire. Eguren s'identifie aux FAP (Forces Armées Péronistes), au PB (Péronisme de Base), au MR17 (Mouvement Révolutionnaire 17 Octobre) et au FRP (Front Révolutionnaire Péroniste), groupes qui, à la différence de Montoneros, respectent les conceptions marxistes.
Le 4 octobre 1971, elle publie sa Lettre ouverte à Perón, et entame sa participation à l'hebdomadaire Nuevo Hombre, dirigé par Enrique Walker et dans laquelle écrivent Antonio Caparrós, Nicolás Casullo, Pablo Damiani, Eduardo Luis Duhalde, Vicente Zito Lema, Rodolfo Ortega Peña
et divers militants détenus à la prison de Villa Devoto. Dans Nuevo Hombre, Eguren publie les « Notes pour une biographie de John » et « Pulgarcito » (sélection de ses papiers). La publication s'identifiera en 1973 avec le FAS (Front Anti-impérialiste et pour le Socialisme), stimulé par le PRT-ERP (Parti Révolutionnaire des Travailleurs - Armée Révolutionnaire du Peupke). En novembre 1973, la revue reproduit le discours prononcé par Eguren au premier congrès du FAS. À cette époque, Eguren alerte les jeunes péronistes à l'égard de Perón. Elle pense que le péronisme est une « rivière difficile » et plus d'une fois « descorazonante » et que l'idéalisation de Perón conduira à l'abîme.
En 1973, elle fait partie du conseil éditorial du quotidien El Mundo, orienté PRT-ERP, qui est fermé en 1974, de même que Nouveau Homme.
Elle est arrêtée-disparue le 26 janvier 1977 et jetée vivante d'un hélicoptère au-dessus du Río de la Plata dans les Vols de la mort.